# Juan Zamoyski
Juan Zamoyski (también conocido como Jan Zamojski, Ioannes de Zamość) (1542 - 1605), fue un szlachta (noble) de la Mancomunidad de Polonia-Lituania, magnate, primer duque (ordynat) de Zamość. Secretario Real desde 1566, Kanclerz (canciller) menor de la Corona desde 1576, Gran Canciller de la Corona desde 1578, y Gran Hetman de la Corona desde 1581. Starost general de Cracovia desde 1580 a 1585, starost de Bełz, Międzyrzecze, Krzeszów, Knyszyn y Derpsk. Importante consejero de los reyes Segismundo II Augusto Jagellón y Esteban I Báthory, fue uno de los mayores opositores del sucesor de Báthory, Segismundo III Vasa, y uno de los diplomáticos, políticos y estadistas más habilidosos de su tiempo, siendo una figura principal de la Mancomunidad a lo largo de su vida.

## Biografía

### Primeros años: partidario del rey

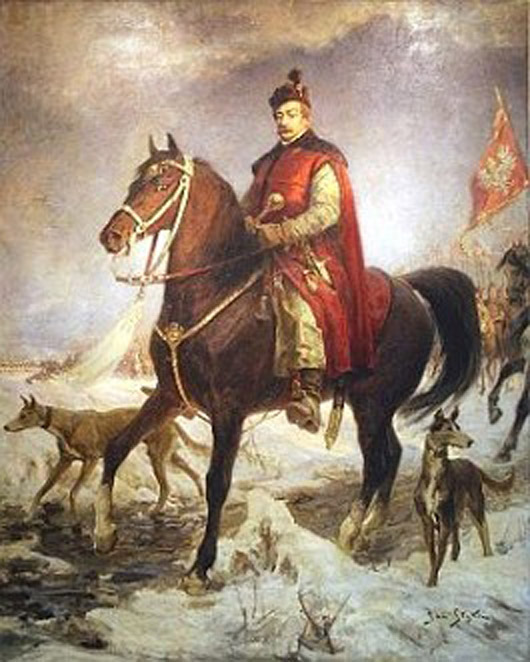
Jan Zamoyski.

Estudió en la Universidad de París y en la Universidad de Padua, donde se convirtió del calvinismo al catolicismo. Desde sus días de estudiante se mostraba enormemente interesado en la política. Tras su regreso a Polonia, fue nombrado secretario del rey Segismundo II. En 1563 escribió De senatu tuo, un panfleto sobre el gobierno de la Antigua Roma en el que buscaba aplicar principios constitucionales de la República romana a la Mancomunidad.
Después de la extinción de la dinastía Jogalia en 1572, durante el sejm electivo (polaco: sejm elekcyjny) utilizó su influencia para reforzar el proceso electoral por el que todos los nobles pudieran elegir al rey y se hiciera aplicando la mayoría. Durante esta época, escribió el panfleto Modus electionis. Era amigo de Mikołaj Sienicki y Hieronim Ossolinski, convirtiéndose pronto en el líder más importante de la facción de la nobleza media y menor en la Mancomunidad, cuyo objetivo era reformar el país, formando el movimiento ejecucionista (polaco: egzekucja praw, egzekucja dóbr, popularysci, ruch egzekucyjny), que quería preservar el gobierno único constitucional y parlamentario de la Mancomunidad en el que tenían un rol dominante los nobles pobres, la Libertad Dorada. Era tan influente en este grupo, que a este se le conocía como los zamojczycy (adjetivo derivado de su apellido).
Se opuso a los magnates, que deseaban ofrecer el trono a un miembro de la casa de Habsburgo. Durante la elección de 1573 estaba a favor de Henryk II Walezy. En la de 1575 apoyaba al anti-Habsburgo Esteban I Báthory. En esa época era uno de los personajes más poderosos del país, habiendo obtenido tanto el poder de Gran Hetman (comandante en jefe de las fuerzas armadas) y el de kanclerz (el canciller), y siendo uno de los magnates polacos más ricos. Apoyó las políticas de Báthory, las cuales se oponían tanto a los Habsburgo como al Imperio otomano, así como los esfuerzos para fortalecer el poder real. Tomó parte en la preparación y en la misma guerra contra Moscovia en 1579-1581, en la que capturó Wielize y Zawoloc.

### Últimos años: en oposición al trono

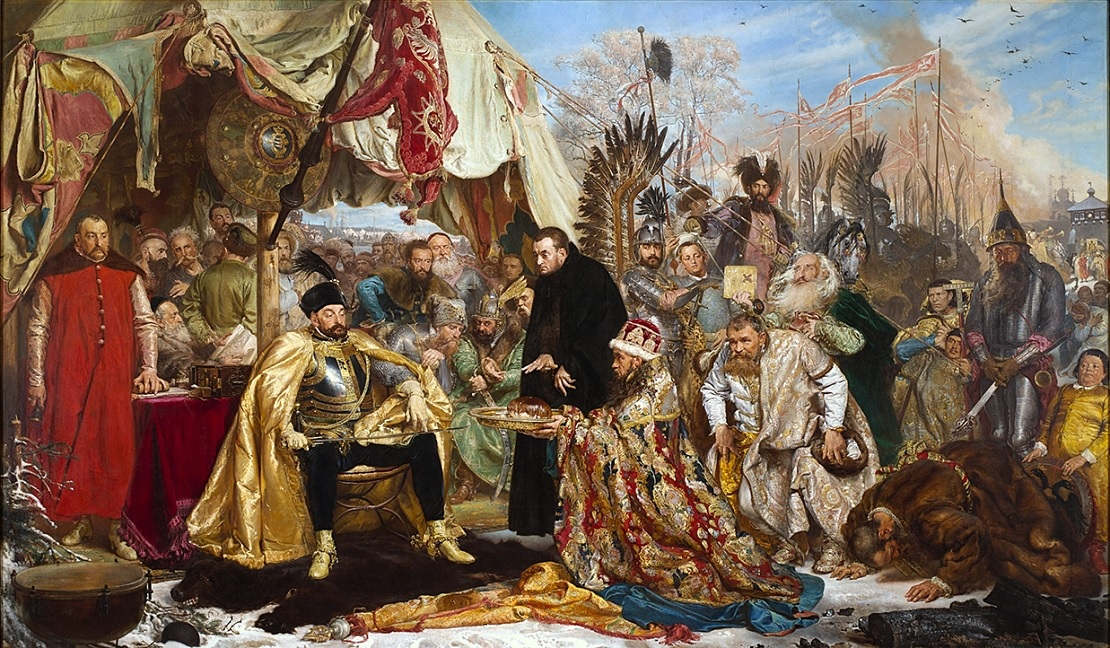
Zamoyski (de rojo) a la izquierda del rey Esteban I Báthory en Pskov.

Después de la muerte de Báthory en 1586, Zamoyski ayudó a Segismundo III Vasa a obtener el trono polaco, luchando en la breve  guerra civil —Guerra de Sucesión Polaca (1587-1588)— contra las fuerzas que apoyaban al archiduque Habsburgo Maximiliano III de Austria, y derrotándolas en la batalla de Byczyna en 1588, cuando Maximiliano y los magnates que le apoyaban intentaban sitiar Cracovia, la capital polaca. Maximiliano fue hecho prisionero y tuvo que renunciar a todas sus aspiraciones a la corona polaca.
Sin embargo, desde el inicio del reinado de Segismundo, Zamoyski, que había sido una pieza clave para los monarcas polacos, se unió a la oposición contra las intenciones del rey de transformar la Mancomunidad en una monarquía absoluta. Segismundo se había aliado con los Habsburgo y otras fuerzas contrarreformistas para asegurar su ayuda para conseguir el trono sueco. El nuevo rey temía el poder de su canciller, pero debido a las leyes de la Mancomunidad no podía despedirle de su cargo. A su vez, Zamoyski, trataba a Segismundo como si fuera un ignorante forastero. A diferencia del rey, Zamoyski abogaba por la tolerancia religiosa, oponiéndose al creciente poder de la Iglesia católica y los jesuitas, y a las guerras dinásticas contra Suecia que involucraban a la Mancomunidad sin provecho, cuando se tenía constantemente el peligro de parte del Imperio otomano. Sus políticas y acciones son responsables en parte de que la Mancomunidad evitara la tendencia europea hacia el absolutismo que caracterizó a otros estados de Europa. El conflicto entre l rey y el canciller estalló en la sesión del Sejm de 1592, cuando Zamoyski puso de relieve el hecho de que Segismundo estaba conspirando para ceder su trono a los Habsburgo a cambio de su ayuda a recuperar el trono sueco. Zamoyski no consiguió destronar a Segismundo pero obtuvo libertad para llevar la campaña de Moldavia en 1595 para ayudar al hospodar Ieremia Movilă (Jeremi Mohyła) a obtener el trono. En 1600 luchó contra Miguel el Valiente (Michal Waleczny, Mihai Viteazul), hospodar de Valaquia y el nuevo príncipe de Transilvania que había conquistado Moldavia unos meses atrás. Le derrotó en Bukova (Bucovu; véase Batalla del río Teleajăn) y restauró en el trono a Ieremia. Ayudó también al hermano de este, Simion Movilă a ser brevemente gobernante de Valaquia, extendiendo así la influencia de la Mancomunidad al Danubio central.
En 1600 y 1601 tomó parte en la guerra contra Suecia comandando a las fuerzas de la Mancomunidad en Livonia. En 1600 recuperó algunas fortalezas de manos de los suecos y un año después conquistó Wolmar y Fellin, y en 1602 Bialy Kamien. Los rigores de la campaña, no obstante, dañaron su salud, por lo que tuvo que renunciar al mando.

## Legado

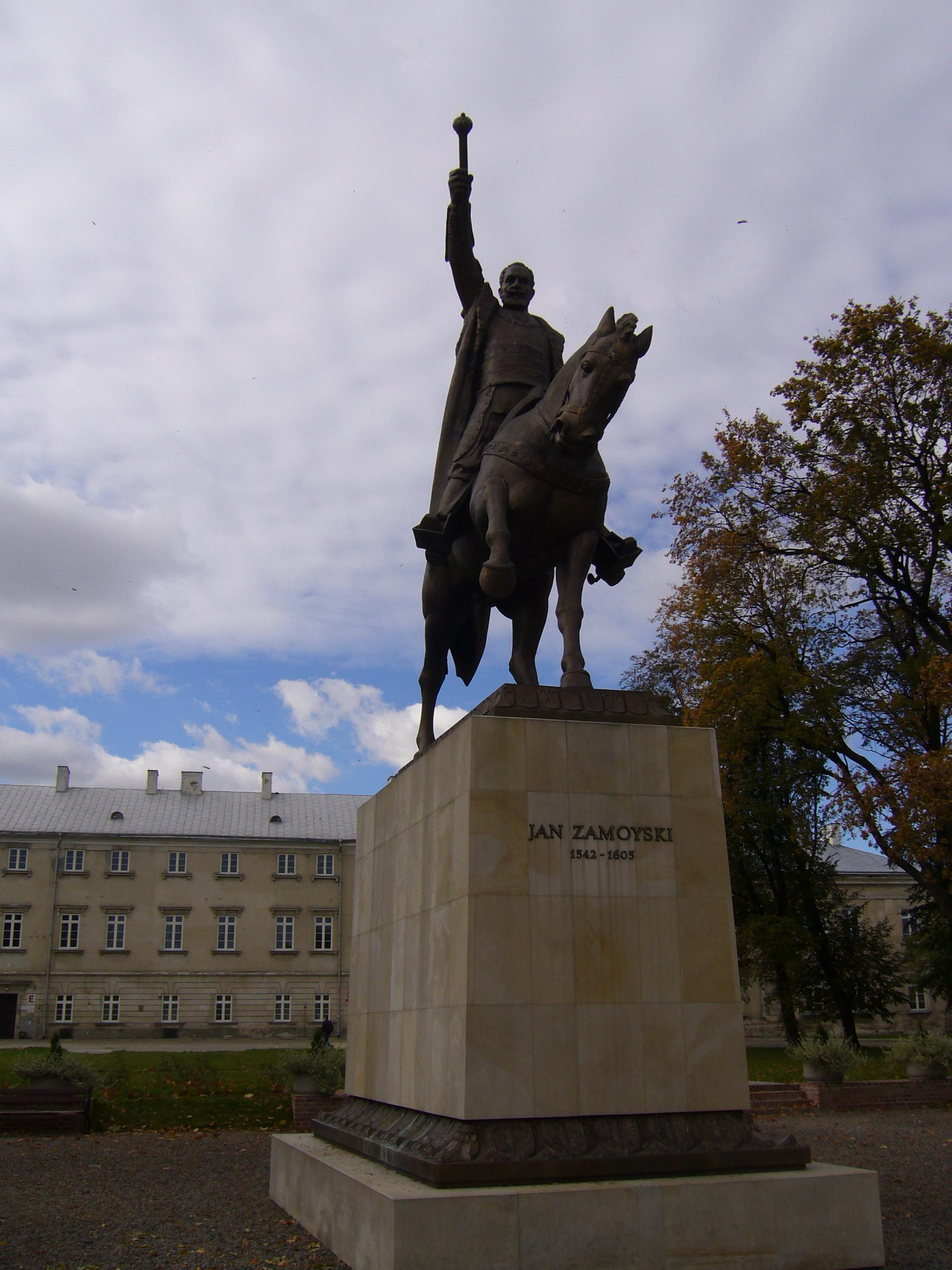
Estatua de Jan Zamoyski en Zamość.

En 1580 fundó la ciudad de Zamość, construida y diseñada como una citta ideale (ciudad ideal) renacentista por el arquitecto italiano Bernardo Morando. Durante su vida reunió muchas riquezas -era dueño de once ciudades y 200 pueblos (en total una superficie de 6.400 km²) siendo representante real para otras 112 ciudades y 612 pueblos (alrededor de 17.500 km²). En 1595 fundó la Akademia Zamojska.
Juan Zamoyski es uno de los personajes de las famosas obras de Jan Matejko Sermón de Skarga y Báthory en Pskov.